# Charlie's Angels (film 2000)
Charlie's Angels è un film del 2000, diretto da McG e interpretato da Cameron Diaz, Drew Barrymore e Lucy Liu. Il film fa da sequel dalla serie TV del 1976.

## Trama
Natalie Cook, Dylan Sanders e Alex Munday sono tre donne talentuose, determinate e attraenti che lavorano come investigatori privati per l'invisibile milionario Charlie Townsend; questi usa degli altoparlanti nei suoi uffici per interagire con le sue agenti, che si guadagnano così il soprannome di Angeli di Charlie; il suo assistente Bosley lavora direttamente con loro se necessario.
Charlie incarica gli Angeli di rintracciare Eric Knox, un genio informatico che ha creato un rivoluzionario sistema di riconoscimento vocale, a capo della Knox Enterprises. Gli indizi portano a credere che l'uomo sia stato rapito da Roger Corwin, gestore di una società di satelliti per le comunicazioni chiamata Redstar. Gli Angeli si infiltrano in una festa organizzata da Corwin e individuano il Secco, un uomo sospetto che avevano visto in precedenza nei video di sorveglianza del rapimento di Knox. Gli Angeli lo inseguono e lo combattono, ma l'uomo riesce a scappare; gli Angeli trovano però Knox, imbavagliato in un posto sicuro poco lontano.
Knox si riunisce con la sua socia Vivian Wood. Charlie chiede agli Angeli di scoprire se sia stato il Secco a rubare il software di Knox; le tre si infiltrano quindi nel quartier generale di Redstar, hackerano il sistema di sicurezza e piazzano nel computer centrale un dispositivo che consentirà loro di esplorarlo da remoto. Dopo aver dato a Bosley il computer portatile connesso al computer Redstar, Dylan accetta l'offerta di Knox di passare la notte con lui, e i due finiscono per fare sesso. Al risveglio, tuttavia, lui la rapisce; contemporaneamente, Natalie e Alex vengono attaccate, Bosley viene catturato da Vivian e Corwin viene assassinato dal Secco. Knox rivela a Dylan che il suo rapimento è stato un trucco per convincere gli Angeli ad aiutarlo ad accedere alla rete Redstar: l'uomo ha intenzione di usarlo insieme al suo software di riconoscimento vocale per trovare e uccidere Charlie, poiché lo ritiene colpevole di aver ucciso suo padre nella Guerra del Vietnam.
Dylan riesce a fuggire e a riunirsi con Natalie e Alex, anch'esse sopravvissute agli agguati. Le tre si recano all'ufficio di Charlie, ma l'edificio esplode. Tra le macerie trovano un ricevitore radio, attraverso il quale Bosley è in grado di comunicare tramite un trasmettitore impiantato in un dente finto: Bosley riesce a comunicare alle ragazze di essere prigioniero in un faro abbandonato. Con l'aiuto del fidanzato di Dylan, Chad, gli Angeli vi si avvicinano furtivamente. Dopo aver trovato Knox, Dylan viene catturata dai suoi scagnozzi, e viene legata e imbavagliata. Gli Angeli non riescono a impedire a Knox di individuare la posizione di Charlie, anche se salvano Bosley; Dylan invece si salva mettendo fuori combattimento i suoi rapitori. Riunite, le tre battono Vivian, il Secco e altri scagnozzi, ma Knox fa saltare in aria il faro e vola via con un elicottero corazzato verso la casa di Charlie. Bosley aiuta gli Angeli a salire a bordo: Alex riprogramma il missile per farlo sparare all'indietro; facendo saltare in aria l'elicottero e uccidendo Knox, mentre gli Angeli riescono a salvarsi.
Gli Angeli pensano di avere finalmente l'opportunità di incontrare Charlie di persona: entrano così nella villa sulla spiaggia che Knox aveva preso come obiettivo, ma scoprono che se n'è già andato. Il capo, comunque, si congratula a distanza con gli Angeli per il loro lavoro, e regala a loro e a Bosley una vacanza. Charlie dice anche che il padre di Knox era un agente doppiogiochista sotto copertura; fu scoperto e ucciso dal nemico, non da Charlie. Quando parla al telefono con gli Angeli sulla spiaggia, questi gli chiedono se potranno mai incontrarlo di persona. Dylan sospetta di vederlo nelle vicinanze parlare al cellulare, ma non lo dice al gruppo. Mentre gli Angeli e Bosley si divertono, Charlie osserva il gruppo e si allontana soddisfatto.

## Colonna sonora
1. Blind - Korn
2. Live Wire - Mötley Crüe
3. Wake Me Up Before You Go Go - Wham!
4. Thunder Kiss '65 - White Zombie
5. Independent Women Part I - Destiny's Child
6. Heaven Must Be Missing an Angel - Tavares
7. You Make Me Feel Like Dancing - Leo Sayer
8. True - Spandau Ballet
9. Dot - Destiny's Child
10. Baby Got Back - Sir Mix-A-Lot
11. Angel's Eye - Aerosmith
12. Barracuda - Heart
13. Turning Japanese - The Vapors
14. Brandy (You're a Fine Girl) - Looking Glass
15. Got to Give It Up (Part 1) - Marvin Gaye
16. Ya Mama - Fatboy Slim
17. Groove Is in the Heart - Deee-Lite
18. Charlie's Angels 2000 - Apollo 440
19. Tangerine Speedo - Caviar
20. Money (That's What I Want) - The Flying Lizards
21. I Love Rock 'n' Roll - Joan Jett and the Blackhearts
22. Angel of the Morning - Juice Newton
23. Undercover Angel - Alan O'Day
24. Principles Of Lust - Enigma
25. Twiggy Twiggy - Pizzicato Five
26. Sukiyaki - Kyū Sakamoto
27. Zendeko Hachijo - Zenshuji Zendeko
28. Smack My Bitch Up - The Prodigy
29. Belly - Nomad
30. When Angels Yodel - Frank Marocco
31. The Humpty Dance - Digital Underground
32. Miami Vice Theme - Jan Hammer
33. Simon Says - Pharoahe Monch
34. Leave U Far Behind (V2 Instrumental Mix) - Lunatic Calm
35. Skullsplitter - Hednoize
36. Song 2 - Blur
37. Billie Jean - Michael Jackson
38. Angel - Rod Stewart
39. All The Small Things - blink-182

## Riconoscimenti
- MTV Movie Awards 2001
  - Miglior performance di gruppo
  - Miglior sequenza di ballo

## Sequel
Nel 2003 è stato realizzato un sequel, Charlie's Angels - Più che mai.